# Недзьведзя-Ґура (Люблінське воєводство)
Недзьведзя-Ґура (пол. Niedźwiedzia Góra) — село в Польщі, у гміні Тишівці Томашівського повіту Люблінського воєводства.
Населення — 61 особа (2011).
У 1975-1998 роках село належало до Замойського воєводства.

## Демографія
Демографічна структура станом на 31 березня 2011 року:
|          | Загалом | Допрацездатний вік | Працездатний вік | Постпрацездатний вік |
| -------- | ------- | ------------------ | ---------------- | -------------------- |
| Чоловіки | 33      | 2                  | 26               | 5                    |
| Жінки    | 28      | 4                  | 13               | 11                   |
| Разом    | 61      | 6                  | 39               | 16                   |